# 캐나디안강

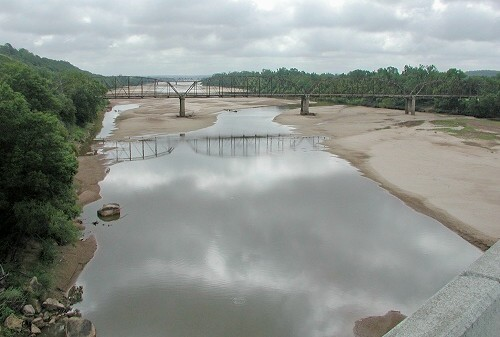
캐나디안 강

캐나디안강(Canadian River)은 아칸소 강의 긴 지류로, 총 길이는 1,458km이다. 콜로라도주에서 출발하여 뉴멕시코주, 텍사스주를 거쳐 오클라호마주까지 이어진다.

## 같이 보기
- 리오그란데강
- 브래저스강
- 캐나디안 (텍사스주)